# María Rubio
María de Jesús Rubio Tejero (Tijuana, 21 de setembro de 1934 — Cidade do México, 1 de março de 2018) foi uma atriz mexicana de cinema e televisão. Ficou conhecida no Brasil pela atuação da vilã Catarina Creel, da telenovela Cuna de Lobos, papel este conhecido pelo marcante tampão que a personagem levava no olho, sendo lembrada até mesmo por novelas brasileiras como Aquele Beijo também no Brasil é conhecida pelas vilãs em Desprezo, Império De Cristal, Salomé e Querido Inimiga.

## Biografia
María Rubio era filha única adotiva de María Tejero e Olayo Rubio, um diplomata e empresário.
Aos quatro anos de idade foi detectado em María uma infecção cardíaca, algo que aumentava prematuramente seu coração, fazendo com que ela não pudesse frequentar a escola até os 9 anos, mas ela aprendeu a ler e escrever em sua casa. Estudou em colégios católicos, o que alimentou seu amor e fé em Deus.
Ela também sofreu as sequelas da Guerra Civil Espanhola. Quando criança, María acompanhou seus pais até à Espanha para visitar seus avôs maternos, e ficaram sem poder sair durante dez anos da cidade de San Sebastián.
Aos 13 anos de idade regressou ao México com seus pais e começou seus estudos no Colégio Oxford. Estudou dança e, mais adiante, atuação na "Escola de Artes Teatrais" do Instituto Nacional de Bellas Artes.
Estreou como atriz no Teatro Fantástico de Cachirulo. Enrique Alonso deu a primeira oportunidade de María trabalhar no meio, sendo sua primeira obra "El portal de Belén" em 1956. Logo trabalhou na televisão e no cinema.
Casou com o escritor, crítico e adaptador de telenovelas Luis Reyes de la Maza, com quem teve dois filhos, Claudio e Adriana. Eles ficaram casados durante 40 anos, mas o casamento terminou em divórcio.
Seu grande papel foi como a vilã Catalina Creel na telenovela Cuna de lobos, de 1986, que foi sucesso no México e em vários países, inclusive no Brasil, onde foi exibida pelo SBT entre 1991 e 1992, com o nome de Ambição.
María Rubio é considerada como a "mãe de todas as vilãs". Cuna de lobos foi considerada pelos críticos como uma das melhores telenovelas de todos os tempos, e a revista People (em espanhol) a colocou como uma das dez melhores telenovelas. Para María, isso lhe trouxe tanta fama a personagem, que realizou uma aparição no programa "XHDRBZ" interpretando a mesma Catalina Creel, mas em versão cômica.
María também atuou em telenovelas como Imperio de cristal em 1994, Amada enemiga em 1997 contracenando com Susana Dosamantes, Amor gitano de 1999 e Salomé em 2001 onde teve papel de destaque como Lucrécia Montesinos, contracenando com Guy Ecker e Edith González.
Em 2006, gravou a telenovela Las dos caras de Ana, junto com a jovem atriz Ana Layevska.
Em 2008, María fez uma participação co-estelar na novela Querida enemiga'.
Em maio de 2013, por causa de problemas de saúde, María se afastou do meio artístico depois de 55 anos de carreira.
Morreu em 1 de março de 2018, aos 83 anos.

## Carreira

### Telenovelas
- Una familia con suerte (2011).... Inés De la Borbolla y Ruiz
- Querida enemiga (2008).... Hortensia Armendáriz
- Amor sin maquillaje (2007).... Participação especial
- Las dos caras de Ana (2006-2007).... Graciela Salgado de Alcaraz
- ¡Vivan los niños! (2002-2003).... Sr.ª Arredondo
- Salomé (2001-2002).... Lucrécia de Montesinos
- Laberintos de pasión (1999).... Ofelia de Miranda
- Amor gitano (1999).... Isolda
- Amada enemiga (1997).... Reinalda Proal
- No tengo madre (1997).... Sarita
- Imperio de cristal (1994).... Livia Arizmendi de Lombardo
- Cuna de lobos (1986).... Catalina Creel de Larios
- Abandonada (1985).... Carolina
- Tú eres mi destino (1984).... Ursula
- Te amo (1984).... Consuelo
- El derecho de nacer (1981).... Clemencia del Junco
- Colorina (1980).... Amy
- Pasiones encendidas (1978).... Lidia
- Rina (1977).... Rafaela Miranda y Castro de Zubizarreta
- Mañana será otro dia (1976).... Olivia
- El milagro de vivir (1975)
- Ana del aire (1974).... Vera
- Entre brumas (1973).... Susan
- Me llaman Martina Sola (1972).... Emma Solorio
- Las Máscaras (1971)
- Muchacha italiana viene a casarse (1971).... Elena Harrington de Castro
- Claroscuro.... Elsa
- La Constitución (1970).... María
- Lo que no fue (1969)
- Sin palabras (1969).... Sara
- Lágrimas amargas (1967)
- Doña Macabra (1963)

### Séries
- Mujeres asesinas (2017-18)
- La rosa de Guadalupe (2008)
- Mujer Casos de la Vida Real Mini série (2007)

### Filmes
- El Vengador Justiciero y su pastelera madre (1976)
- Morir… dormir… tal vez soñar (1976)
- Mujer es cosa de hombres, La (1976)
- Nadie te querrá como yo (1971)
- Intimidades de una secretaria (1971)
- La Noche violenta (1969)